# Liga Mistrzów w piłce siatkowej (2018/2019)
Liga Mistrzów 2018/2019 (oficjalna nazwa: 2019 CEV Volleyball Champions League) – 19. sezon Ligi Mistrzów rozgrywanej od 2000 roku (57. turniej ogólnie, wliczając Puchar Europy Mistrzów Krajowych), organizowanej przez Europejską Konfederację Piłki Siatkowej (CEV) w ramach europejskich pucharów dla 34 męskich klubowych zespołów siatkarskich Starego Kontynentu.

## System rozgrywek
Liga Mistrzów w sezonie 2018/2019 składa się z czterech faz: kwalifikacji play-off, fazy grupowej, fazy play-off oraz finału:
- Faza kwalifikacyjna play-off (1., 2. i 3. Runda): 16 drużyn podzielono na pary, walka toczyła się w  systemie pucharowym. W poszczególnych parach każda drużyna rozgrywała mecz i rewanż z pozostałymi. Dwóch zwycięzców awansuje do fazy grupowej.
- Faza grupowa (4. Runda): 20 drużyn podzielono na 5 grup. W poszczególnych grupach każda drużyna rozgrywa mecz i rewanż z pozostałymi. Do dalszych rundy play-off awansują zwycięzcy poszczególnych grup oraz trzy najlepsze zespoły z drugich miejsc.
- Faza play-off: będzie obejmować ćwierćfinały i półfinały. W ćwierćfinałach zespoły zostaną podzielone na 4 pary, tworząc drabinkę rozgrywek. Poszczególne pary będą rozgrywać mecz i rewanż. O awansie zadecydują kolejno: liczba wygranych spotkań liczba punktów, zwycięstwo w złotym secie granym do 15 punktów. Zwycięzcy awansują do półfinałów, gdzie obowiązują te same zasady co w poprzedniej rundzie.
- Finał: uczestniczą w nim zwycięzcy półfinałów. O zwycięstwie w Lidze Mistrzów zadecyduje jeden mecz, rozgrywany na neutralnym terenie. Gospodarz finału zostanie wyłoniony na drodze konkursu.

Edycja 2018/2019 będzie pierwszą edycją Ligi Mistrzów, w której nie zostanie zorganizowany turniej Final Four oraz nie będzie rozgrywany mecz o 3. miejsce. Faza play-off przyjmie formę identyczną do tej z Pucharu CEV i Pucharu Challenge, zastępując dotychczasowe 1/12 i 1/6 finałów. Zmniejszony został również udział zespołów zakwalifikowanych we wstępnych rundach w ogólnej liczbie uczestników fazy grupowej z 8 do 2.

## Drużyny uczestniczące

### Podział miejsc w rozgrywkach
W sezonie 2018/2019 w fazie grupowej Ligi Mistrzów weźmie udział 20 zespołów z 10 federacji siatkarskich zrzeszonych w CEV. Liczba drużyn uczestniczących w Lidze Mistrzów ustalona została na podstawie rankingu CEV dla europejskich rozgrywek klubowych.
Liczba zespołów kwalifikujących się do Ligi Mistrzów w sezonie 2018/2019:
- 3 drużyny z każdej z federacji zajmujących miejsce 1-3 w rankingu,
- 2 drużyny (+ 1 w kwalifikacjach) z każdej z federacji zajmujących miejsce 4-6 w rankingu,
- 1 drużyna (+ 1 w kwalifikacjach) z każdej z federacji zajmujących miejsca 7–9 w rankingu,
- 1 drużyna w kwalifikacjach z każdej z federacji zajmujących miejsca 10-56 w rankingu.

Prawo udziału w rozgrywkach można było uzyskać poprzez:
- zajęcie odpowiedniego miejsca w rozgrywkach ligowych,
- przejście fazy kwalifikacyjnej play-off.

### Uczestnicy
- Greenyard Maaseik (L1)
- Knack Roeselare (L2)
- VK ČEZ Karlovarsko (L1)
- Tours VB (L1)
- Berlin Recycling Volleys(L1)
- VfB Friedrichshafen (L2)
- PGE Skra Bełchatów (L1)
- ZAKSA Kędzierzyn-Koźle (L2)
- Trefl Gdańsk (L3)
- Zenit Kazań (L1)
- Zenit Petersburg (L2)
- Dinamo Moskwa (L3)
- ACH Volley Lublana (L1)
- Halkbank (L1)
- Arkas Spor Izmir (L2)
- Sir Sicoma Colussi Perugia (L1)
- Cucine Lube Civitanova (L2)
- Azimut Leo Shoes Modena (L3)

Zakwalifikowane drużyny
- Chaumont VB 52 Haute-Marne (L2)
- United Volleys Frankfurt (L3)

## Rozgrywki

### Faza grupowa
awans do fazy play-off

#### Grupa A
Tabela
| Lp. | Drużyna                  | Pkt | Mecze | Mecze   | Mecze   | Sety | Sety | Sety  | Małe punkty | Małe punkty | Małe punkty |
| Lp. | Drużyna                  | Pkt | M     | W (3:2) | P (2:3) | wyg. | prz. | ratio | zdob.       | str.        | ratio       |
| --- | ------------------------ | --- | ----- | ------- | ------- | ---- | ---- | ----- | ----------- | ----------- | ----------- |
| 1   | Zenit Kazań              | 18  | 6     | 6 (0)   | 0 (0)   | 18   | 4    | 4.500 | 540         | 440         | 1.227       |
| 2   | Halkbank                 | 8   | 6     | 3 (1)   | 3 (0)   | 10   | 13   | 0.769 | 512         | 518         | 0.988       |
| 3   | Knack Roeselare          | 6   | 6     | 2 (1)   | 4 (1)   | 11   | 15   | 0.733 | 556         | 573         | 0.970       |
| 4   | United Volleys Frankfurt | 4   | 6     | 1 (0)   | 5 (1)   | 8    | 15   | 0.533 | 458         | 535         | 0.856       |

Źródło: cev.eu
Punktacja: 3:0 i 3:1 – 3 pkt; 3:2 – 2 pkt; 2:3 – 1 pkt; 1:3 i 0:3 – 0 pkt
Zasady ustalania kolejności: 1. liczba punktów; 2. stosunek setów; 3. stosunek małych punktów; 4. bilans w bezpośrednich meczach
Wyniki spotkań
| Data       | Godz. | Drużyna 1                | Wynik | Drużyna 2                | 1     | 2     | 3     | 4     | 5    | Widzów | *  |
| ---------- | ----- | ------------------------ | ----- | ------------------------ | ----- | ----- | ----- | ----- | ---- | ------ | -- |
| 20.11.2018 | 17:00 | Halkbank                 | 3:2   | Knack Roeselare          | 29:31 | 25:23 | 22:25 | 25:15 | 15:9 | 1923   | 1  |
| 21.11.2018 | 19:00 | Zenit Kazań              | 3:0   | United Volleys Frankfurt | 25:18 | 25:17 | 25:13 |       |      | 2600   | 2  |
|            |       |                          |       |                          |       |       |       |       |      |        |    |
| 18.12.2018 | 19:00 | United Volleys Frankfurt | 3:0   | Halkbank                 | 25:18 | 25:19 | 25:23 |       |      | 1327   | 3  |
| 20.12.2018 | 20:30 | Knack Roeselare          | 1:3   | Zenit Kazań              | 18:25 | 25:20 | 23:25 | 19:25 |      | 1990   | 4  |
|            |       |                          |       |                          |       |       |       |       |      |        |    |
| 15.01.2019 | 19:00 | United Volleys Frankfurt | 2:3   | Knack Roeselare          | 20:25 | 17:25 | 25:21 | 25:21 | 8:15 | 1063   | 5  |
| 16.01.2019 | 17:30 | Halkbank                 | 1:3   | Zenit Kazań              | 15:25 | 18:25 | 26:24 | 22:25 |      | 2500   | 6  |
|            |       |                          |       |                          |       |       |       |       |      |        |    |
| 29.01.2019 | 19:00 | Zenit Kazań              | 3:1   | Knack Roeselare          | 20:25 | 25:18 | 25:18 | 25:20 |      | 2300   | 7  |
| 30.01.2019 | 17:30 | Halkbank                 | 3:1   | United Volleys Frankfurt | 25:12 | 23:25 | 25:22 | 25:21 |      | 800    | 8  |
|            |       |                          |       |                          |       |       |       |       |      |        |    |
| 14.02.2019 | 20:30 | Knack Roeselare          | 1:3   | Halkbank                 | 22:25 | 25:20 | 17:25 | 19:25 |      | 1700   | 9  |
| 14.02.2019 | 20:30 | United Volleys Frankfurt | 1:3   | Zenit Kazań              | 19:25 | 21:25 | 25:23 | 18:25 |      | 2943   | 10 |
|            |       |                          |       |                          |       |       |       |       |      |        |    |
| 27.02.2019 | 19:00 | Zenit Kazań              | 3:0   | Halkbank                 | 25:14 | 25:22 | 28:26 |       |      | 2530   | 11 |
| 27.02.2019 | 20:30 | Knack Roeselare          | 3:1   | United Volleys Frankfurt | 25:22 | 25:15 | 22:25 | 25:15 |      | 1600   | 12 |

#### Grupa B
Tabela
| Lp. | Drużyna                 | Pkt | Mecze | Mecze   | Mecze   | Sety | Sety | Sety  | Małe punkty | Małe punkty | Małe punkty |
| Lp. | Drużyna                 | Pkt | M     | W (3:2) | P (2:3) | wyg. | prz. | ratio | zdob.       | str.        | ratio       |
| --- | ----------------------- | --- | ----- | ------- | ------- | ---- | ---- | ----- | ----------- | ----------- | ----------- |
| 1   | Cucine Lube Civitanova  | 17  | 6     | 6 (1)   | 0 (0)   | 18   | 3    | 6.000 | 524         | 435         | 1.205       |
| 2   | ZAKSA Kędzierzyn-Koźle  | 10  | 6     | 3 (0)   | 3 (1)   | 12   | 10   | 1.200 | 511         | 490         | 1.043       |
| 3   | Azimut Leo Shoes Modena | 9   | 6     | 3 (0)   | 3 (0)   | 11   | 10   | 1.100 | 510         | 495         | 1.030       |
| 4   | VK ČEZ Karlovarsko      | 0   | 6     | 0 (0)   | 6 (0)   | 0    | 18   | 0.000 | 326         | 451         | 0.723       |

Źródło: cev.eu
Punktacja: 3:0 i 3:1 – 3 pkt; 3:2 – 2 pkt; 2:3 – 1 pkt; 1:3 i 0:3 – 0 pkt
Zasady ustalania kolejności: 1. liczba punktów; 2. stosunek setów; 3. stosunek małych punktów; 4. bilans w bezpośrednich meczach
Wyniki spotkań
| Data       | Godz. | Drużyna 1               | Wynik | Drużyna 2               | 1     | 2     | 3     | 4     | 5     | Widzów | *  |
| ---------- | ----- | ----------------------- | ----- | ----------------------- | ----- | ----- | ----- | ----- | ----- | ------ | -- |
| 21.11.2018 | 18:00 | ZAKSA Kędzierzyn-Koźle  | 3:0   | VK ČEZ Karlovarsko      | 25:16 | 25:16 | 25:17 |       |       | 1600   | 13 |
| 22.11.2018 | 20:30 | Cucine Lube Civitanova  | 3:0   | Azimut Leo Shoes Modena | 25:22 | 30:28 | 25:22 |       |       | 4100   | 14 |
|            |       |                         |       |                         |       |       |       |       |       |        |    |
| 19.12.2018 | 18:00 | VK ČEZ Karlovarsko      | 0:3   | Cucine Lube Civitanova  | 16:25 | 18:25 | 14:25 |       |       | 3108   | 15 |
| 19.12.2018 | 20:30 | Azimut Leo Shoes Modena | 3:1   | ZAKSA Kędzierzyn-Koźle  | 25:23 | 25:21 | 22:25 | 26:24 |       | 4111   | 16 |
|            |       |                         |       |                         |       |       |       |       |       |        |    |
| 15.01.2019 | 20:30 | ZAKSA Kędzierzyn-Koźle  | 0:3   | Cucine Lube Civitanova  | 19:25 | 17:25 | 19:25 |       |       | 8700   | 17 |
| 16.01.2019 | 20:30 | Azimut Leo Shoes Modena | 3:0   | VK ČEZ Karlovarsko      | 26:24 | 25:22 | 25:17 |       |       | 3500   | 18 |
|            |       |                         |       |                         |       |       |       |       |       |        |    |
| 31.01.2019 | 18:00 | ZAKSA Kędzierzyn-Koźle  | 3:1   | Azimut Leo Shoes Modena | 22:25 | 26:24 | 25:21 | 25:22 |       | 2500   | 19 |
| 31.01.2019 | 20:30 | Cucine Lube Civitanova  | 3:0   | VK ČEZ Karlovarsko      | 25:16 | 25:18 | 25:14 |       |       | 3279   | 20 |
|            |       |                         |       |                         |       |       |       |       |       |        |    |
| 13.02.2019 | 18:00 | VK ČEZ Karlovarsko      | 0:3   | ZAKSA Kędzierzyn-Koźle  | 19:25 | 23:25 | 18:25 |       |       | 1723   | 21 |
| 13.02.2019 | 20:30 | Azimut Leo Shoes Modena | 1:3   | Cucine Lube Civitanova  | 27:25 | 26:28 | 23:25 | 21:25 |       | 4550   | 22 |
|            |       |                         |       |                         |       |       |       |       |       |        |    |
| 27.02.2019 | 18:00 | VK ČEZ Karlovarsko      | 0:3   | Azimut Leo Shoes Modena | 18:25 | 21:25 | 19:25 |       |       | 2154   | 23 |
| 27.02.2019 | 20:30 | Cucine Lube Civitanova  | 3:2   | ZAKSA Kędzierzyn-Koźle  | 20:25 | 22:25 | 34:32 | 25:21 | 15:12 | 2900   | 24 |

#### Grupa C
Tabela
| Lp. | Drużyna                    | Pkt | Mecze | Mecze   | Mecze   | Sety | Sety | Sety  | Małe punkty | Małe punkty | Małe punkty |
| Lp. | Drużyna                    | Pkt | M     | W (3:2) | P (2:3) | wyg. | prz. | ratio | zdob.       | str.        | ratio       |
| --- | -------------------------- | --- | ----- | ------- | ------- | ---- | ---- | ----- | ----------- | ----------- | ----------- |
| 1   | Zenit Petersburg           | 15  | 6     | 6 (3)   | 0 (0)   | 18   | 6    | 3.000 | 546         | 517         | 1.056       |
| 2   | Chaumont VB 52 Haute-Marne | 13  | 6     | 4 (1)   | 2 (2)   | 16   | 10   | 1.600 | 605         | 525         | 1.152       |
| 3   | VfB Friedrichshafen        | 6   | 6     | 2 (1)   | 4 (1)   | 8    | 14   | 0.571 | 486         | 503         | 0.966       |
| 4   | ACH Volley Lublana         | 2   | 6     | 0 (0)   | 6 (2)   | 6    | 18   | 0.333 | 487         | 579         | 0.841       |

Źródło: cev.eu
Punktacja: 3:0 i 3:1 – 3 pkt; 3:2 – 2 pkt; 2:3 – 1 pkt; 1:3 i 0:3 – 0 pkt
Zasady ustalania kolejności: 1. liczba punktów; 2. stosunek setów; 3. stosunek małych punktów; 4. bilans w bezpośrednich meczach
Wyniki spotkań
| Data       | Godz. | Drużyna 1                  | Wynik | Drużyna 2                  | 1     | 2     | 3     | 4     | 5     | Widzów | *  |
| ---------- | ----- | -------------------------- | ----- | -------------------------- | ----- | ----- | ----- | ----- | ----- | ------ | -- |
| 20.11.2018 | 19:30 | Zenit Petersburg           | 3:2   | Chaumont VB 52 Haute-Marne | 25:22 | 20:25 | 25:22 | 20:25 | 16:14 | 4700   | 25 |
| 21.11.2018 | 20:00 | VfB Friedrichshafen        | 3:0   | ACH Volley Lublana         | 36:34 | 25:19 | 25:15 |       |       | 1250   | 26 |
|            |       |                            |       |                            |       |       |       |       |       |        |    |
| 18.12.2018 | 18:00 | ACH Volley Lublana         | 2:3   | Zenit Petersburg           | 19:25 | 21:25 | 25:19 | 25:21 | 14:16 | 1714   | 27 |
| 18.12.2018 | 20:30 | Chaumont VB 52 Haute-Marne | 3:0   | VfB Friedrichshafen        | 25:15 | 25:23 | 25:18 |       |       | 1052   | 28 |
|            |       |                            |       |                            |       |       |       |       |       |        |    |
| 15.01.2019 | 20:30 | Chaumont VB 52 Haute-Marne | 3:1   | ACH Volley Lublana         | 25:18 | 25:13 | 28:30 | 28:26 |       | 851    | 29 |
| 16.01.2019 | 20:00 | VfB Friedrichshafen        | 0:3   | Zenit Petersburg           | 17:25 | 20:25 | 31:33 |       |       | 1896   | 30 |
|            |       |                            |       |                            |       |       |       |       |       |        |    |
| 30.01.2019 | 20:00 | VfB Friedrichshafen        | 2:3   | Chaumont VB 52 Haute-Marne | 19:25 | 19:25 | 25:22 | 25:19 | 14:16 | 1384   | 31 |
| 31.01.2019 | 19:00 | Zenit Petersburg           | 3:0   | ACH Volley Lublana         | 25:19 | 25:22 | 25:19 |       |       | 3400   | 32 |
|            |       |                            |       |                            |       |       |       |       |       |        |    |
| 13.02.2019 | 20:00 | Chaumont VB 52 Haute-Marne | 2:3   | Zenit Petersburg           | 24:26 | 25:13 | 19:25 | 25:17 | 18:20 | 1453   | 33 |
| 14.02.2019 | 18:00 | ACH Volley Lublana         | 2:3   | VfB Friedrichshafen        | 25:21 | 22:25 | 16:25 | 25:22 | 7:15  | 1013   | 34 |
|            |       |                            |       |                            |       |       |       |       |       |        |    |
| 27.02.2019 | 19:00 | Zenit Petersburg           | 3:0   | VfB Friedrichshafen        | 25:22 | 25:22 | 25:22 |       |       | 2950   | 35 |
| 27.02.2019 | 18:00 | ACH Volley Lublana         | 1:3   | Chaumont VB 52 Haute-Marne | 17:25 | 25:23 | 15:25 | 16:25 |       | 550    | 36 |

#### Grupa D
Tabela
| Lp. | Drużyna                  | Pkt | Mecze | Mecze   | Mecze   | Sety | Sety | Sety  | Małe punkty | Małe punkty | Małe punkty |
| Lp. | Drużyna                  | Pkt | M     | W (3:2) | P (2:3) | wyg. | prz. | ratio | zdob.       | str.        | ratio       |
| --- | ------------------------ | --- | ----- | ------- | ------- | ---- | ---- | ----- | ----------- | ----------- | ----------- |
| 1   | Trefl Gdańsk             | 14  | 6     | 5 (1)   | 1 (0)   | 16   | 6    | 2.667 | 545         | 508         | 1.073       |
| 2   | PGE Skra Bełchatów       | 11  | 6     | 3 (0)   | 3 (2)   | 13   | 10   | 1.300 | 550         | 539         | 1.020       |
| 3   | VC Greenyard Maaseik     | 6   | 6     | 2 (1)   | 4 (1)   | 10   | 14   | 0.714 | 540         | 551         | 0.980       |
| 4   | Berlin Recycling Volleys | 5   | 6     | 2 (1)   | 4 (0)   | 6    | 15   | 0.400 | 487         | 524         | 0.929       |

Źródło: cev.eu
Punktacja: 3:0 i 3:1 – 3 pkt; 3:2 – 2 pkt; 2:3 – 1 pkt; 1:3 i 0:3 – 0 pkt
Zasady ustalania kolejności: 1. liczba punktów; 2. stosunek setów; 3. stosunek małych punktów; 4. bilans w bezpośrednich meczach
Wyniki spotkań
| Data       | Godz. | Drużyna 1                | Wynik | Drużyna 2                | 1     | 2     | 3     | 4     | 5     | Widzów | *  |
| ---------- | ----- | ------------------------ | ----- | ------------------------ | ----- | ----- | ----- | ----- | ----- | ------ | -- |
| 20.11.2018 | 18:00 | PGE Skra Bełchatów       | 3:1   | Trefl Gdańsk             | 21:25 | 35:33 | 25:19 | 26:24 |       | 1500   | 37 |
| 22.11.2018 | 19:30 | Berlin Recycling Volleys | 3:1   | Greenyard Maaseik        | 25:23 | 25:22 | 18:25 | 25:18 |       | 3949   | 38 |
|            |       |                          |       |                          |       |       |       |       |       |        |    |
| 18.12.2018 | 20:30 | Greenyard Maaseik        | 3:0   | PGE Skra Bełchatów       | 25:21 | 25:22 | 29:27 |       |       | 1850   | 39 |
| 19.12.2018 | 18:00 | Trefl Gdańsk             | 3:0   | Berlin Recycling Volleys | 26:24 | 25:19 | 25:18 |       |       | 2100   | 40 |
|            |       |                          |       |                          |       |       |       |       |       |        |    |
| 16.01.2019 | 18:00 | Trefl Gdańsk             | 3:1   | Greenyard Maaseik        | 22:25 | 25:22 | 25:20 | 25:22 |       |        | 41 |
| 16.01.2019 | 20:00 | Berlin Recycling Volleys | 0:3   | PGE Skra Bełchatów       | 21:25 | 22:25 | 23:25 |       |       | 4252   | 42 |
|            |       |                          |       |                          |       |       |       |       |       |        |    |
| 30.01.2019 | 18:00 | PGE Skra Bełchatów       | 2:3   | Greenyard Maaseik        | 16:25 | 29:27 | 25:16 | 21:25 | 12:15 | 2452   | 43 |
| 30.01.2019 | 20:00 | Berlin Recycling Volleys | 0:3   | Trefl Gdańsk             | 20:25 | 21:25 | 36:38 |       |       | 4138   | 44 |
|            |       |                          |       |                          |       |       |       |       |       |        |    |
| 13.02.2019 | 20:30 | Greenyard Maaseik        | 2:3   | Berlin Recycling Volleys | 25:22 | 25:20 | 29:31 | 22:25 | 13:15 | 2100   | 45 |
| 14.02.2019 | 18:00 | Trefl Gdańsk             | 3:2   | PGE Skra Bełchatów       | 25:22 | 28:26 | 21:25 | 18:25 | 16:14 | 4350   | 46 |
|            |       |                          |       |                          |       |       |       |       |       |        |    |
| 27.02.2019 | 18:00 | PGE Skra Bełchatów       | 3:0   | Berlin Recycling Volleys | 27:25 | 25:23 | 31:29 |       |       | 2450   | 47 |
| 27.02.2019 | 20:30 | Greenyard Maaseik        | 0:3   | Trefl Gdańsk             | 20:25 | 21:25 | 21:25 |       |       | 1400   | 48 |

#### Grupa E
Tabela
| Lp. | Drużyna                    | Pkt | Mecze | Mecze   | Mecze   | Sety | Sety | Sety  | Małe punkty | Małe punkty | Małe punkty |
| Lp. | Drużyna                    | Pkt | M     | W (3:2) | P (2:3) | wyg. | prz. | ratio | zdob.       | str.        | ratio       |
| --- | -------------------------- | --- | ----- | ------- | ------- | ---- | ---- | ----- | ----------- | ----------- | ----------- |
| 1   | Sir Sicoma Colussi Perugia | 18  | 6     | 6 (0)   | 0 (0)   | 18   | 4    | 4.500 | 539         | 468         | 1.152       |
| 2   | Dinamo Moskwa              | 12  | 6     | 4 (0)   | 2 (0)   | 13   | 6    | 2.167 | 470         | 432         | 1.088       |
| 3   | Tours VB                   | 5   | 6     | 2 (1)   | 4 (0)   | 7    | 14   | 0.500 | 473         | 491         | 0.963       |
| 4   | Arkas Spor                 | 1   | 6     | 0 (0)   | 6 (1)   | 4    | 18   | 0.222 | 438         | 529         | 0.828       |

Źródło: cev.eu
Punktacja: 3:0 i 3:1 – 3 pkt; 3:2 – 2 pkt; 2:3 – 1 pkt; 1:3 i 0:3 – 0 pkt
Zasady ustalania kolejności: 1. liczba punktów; 2. stosunek setów; 3. stosunek małych punktów; 4. bilans w bezpośrednich meczach
Wyniki spotkań
| Data       | Godz. | Drużyna 1                  | Wynik | Drużyna 2                  | 1     | 2     | 3     | 4     | 5     | Widzów | *  |
| ---------- | ----- | -------------------------- | ----- | -------------------------- | ----- | ----- | ----- | ----- | ----- | ------ | -- |
| 21.11.2018 | 19:00 | Arkas Spor Izmir           | 0:3   | Tours VB                   | 20:25 | 23:25 | 19:25 |       |       | 2000   | 49 |
| 21.11.2018 | 20:30 | Sir Sicoma Colussi Perugia | 3:0   | Dinamo Moskwa              | 25:23 | 27:25 | 25:21 |       |       | 3193   | 50 |
|            |       |                            |       |                            |       |       |       |       |       |        |    |
| 18.12.2018 | 19:00 | Dinamo Moskwa              | 3:0   | Arkas Spor Izmir           | 25:23 | 25:20 | 25:15 |       |       | 2500   | 51 |
| 19.12.2018 | 20:00 | Tours VB                   | 1:3   | Sir Sicoma Colussi Perugia | 19:25 | 25:16 | 19:25 | 25:27 |       | 3023   | 52 |
|            |       |                            |       |                            |       |       |       |       |       |        |    |
| 15.01.2019 | 19:00 | Arkas Spor Izmir           | 1:3   | Sir Sicoma Colussi Perugia | 10:25 | 19:25 | 25:22 | 23:25 |       | 3100   | 53 |
| 17.01.2019 | 19:00 | Dinamo Moskwa              | 3:0   | Tours VB                   | 27:25 | 26:24 | 26:24 |       |       | 2900   | 54 |
|            |       |                            |       |                            |       |       |       |       |       |        |    |
| 29.01.2019 | 19:00 | Arkas Spor Izmir           | 0:3   | Dinamo Moskwa              | 22:25 | 16:25 | 18:25 |       |       | 3010   | 55 |
| 30.01.2019 | 20:30 | Sir Sicoma Colussi Perugia | 3:0   | Tours VB                   | 25:20 | 25:20 | 25:19 |       |       | 2976   | 56 |
|            |       |                            |       |                            |       |       |       |       |       |        |    |
| 12.02.2019 | 20:00 | Tours VB                   | 3:2   | Arkas Spor Izmir           | 25:21 | 25:16 | 20:25 | 22:25 | 15:12 | 2600   | 57 |
| 13.02.2018 | 19:00 | Dinamo Moskwa              | 1:3   | Sir Sicoma Colussi Perugia | 25:22 | 21:25 | 20:25 | 23:25 |       | 4100   | 58 |
|            |       |                            |       |                            |       |       |       |       |       |        |    |
| 27.02.2019 | 20:00 | Tours VB                   | 0:3   | Dinamo Moskwa              | 23:25 | 17:25 | 31:33 |       |       | 2500   | 59 |
| 27.02.2019 | 20:30 | Sir Sicoma Colussi Perugia | 3:1   | Arkas Spor Izmir           | 25:21 | 25:22 | 25:27 | 25:16 |       | 2883   | 60 |

### Ćwierćfinały
| Data               | Godz. | Drużyna 1                  | Wynik | Drużyna 2                  | 1     | 2     | 3     | 4     | 5     | Widzów | *  |
| ------------------ | ----- | -------------------------- | ----- | -------------------------- | ----- | ----- | ----- | ----- | ----- | ------ | -- |
| 14.03.2019         | 20:30 | Chaumont VB 52 Haute-Marne | 2:3   | Sir Sicoma Colussi Perugia | 21:25 | 31:29 | 25:17 | 19:25 | 14:16 | 1652   | 61 |
| 20.03.2019         | 20:30 | Chaumont VB 52 Haute-Marne | 0:3   | Sir Sicoma Colussi Perugia | 21:25 | 16:25 | 17:25 |       |       | 2700   | 62 |
| 13.03.2019         | 18:00 | Trefl Gdańsk               | 2:3   | Zenit Kazań                | 19:25 | 25:23 | 23:25 | 25:23 | 13:15 | 4850   | 63 |
| 19.03.2019         | 19:00 | Trefl Gdańsk               | 3:21  | Zenit Kazań                | 25:23 | 25:23 | 23:25 | 27:29 | 17:15 | 3300   | 64 |
| 14.03.2019         | 18:00 | PGE Skra Bełchatów         | 3:1   | Zenit Petersburg           | 25:18 | 13:25 | 25:22 | 25:18 |       | 2700   | 65 |
| 20.03.2019         | 19:30 | PGE Skra Bełchatów         | 1:32  | Zenit Petersburg           | 22:25 | 25:21 | 20:25 | 20:25 |       | 5123   | 66 |
| 12.03.2019         | 19:00 | Dinamo Moskwa              | 2:3   | Cucine Lube Civitanova     | 10:25 | 25:23 | 25:23 | 18:25 | 13:15 | 3700   | 67 |
| 21.03.2019         | 20:30 | Dinamo Moskwa              | 0:3   | Cucine Lube Civitanova     | 16:25 | 21:25 | 21:25 |       |       | 3345   | 68 |
| 1 złoty set: 12:15 |       |                            |       |                            |       |       |       |       |       |        |    |
| 2 złoty set: 15:11 |       |                            |       |                            |       |       |       |       |       |        |    |

### Półfinały
| Data       | Godz. | Drużyna 1                  | Wynik | Drużyna 2              | 1     | 2     | 3     | 4     | 5     | Widzów | *  |
| ---------- | ----- | -------------------------- | ----- | ---------------------- | ----- | ----- | ----- | ----- | ----- | ------ | -- |
| 03.04.2019 | 20:30 | Sir Sicoma Colussi Perugia | 2:3   | Zenit Kazań            | 22:25 | 26:24 | 25:27 | 25:20 | 13:15 | 3970   | 69 |
| 10.04.2019 | 19:00 | Sir Sicoma Colussi Perugia | 1:3   | Zenit Kazań            | 25:22 | 23:25 | 23:25 | 24:26 |       | 5000   | 70 |
| 03.04.2019 | 18:00 | PGE Skra Bełchatów         | 0:3   | Cucine Lube Civitanova | 14:25 | 20:25 | 23:25 |       |       | 10456  | 71 |
| 10.04.2019 | 20:30 | PGE Skra Bełchatów         | 0:3   | Cucine Lube Civitanova | 15:25 | 20:25 | 25:27 |       |       | 3037   | 72 |

### Finał
| Data       | Godz. | Drużyna 1   | Wynik | Drużyna 2              | 1     | 2     | 3     | 4     | 5 | Widzów | *  |
| ---------- | ----- | ----------- | ----- | ---------------------- | ----- | ----- | ----- | ----- | - | ------ | -- |
| 18.05.2019 | 19:00 | Zenit Kazań | 1:3   | Cucine Lube Civitanova | 25:16 | 15:25 | 12:25 | 19:25 |   | 9200   | 73 |

### Nagrody indywidualne
| Najlepszy zawodnik (MVP)                 |
| ---------------------------------------- |
| Osmany Juantorena Cucine Lube Civitanova |